# Weinstraße 32 (Deidesheim)
Das Haus Weinstraße 32 in Deidesheim (Rheinland-Pfalz) ist ein freistehendes, zweistöckiges Gebäude im historischen Stadtkern des Ortes. Es wurde um 1900 im Gründerzeitstil errichtet. Das großvolumige Gebäude trägt ein später erneuertes Mansardwalmdach, das an der Ostseite, zur Weinstraße hin, einen markanten Volutengiebel aufweist. Die Ostfassade ist mit Gelbsandsteinplatten verkleidet; nur für wenige andere Gebäude im Stadtkern wurde Gelbsandstein als Baumaterial verwendet. Die Südwand ist verputzt und mit Sandstein gegliedert. Über dem Mittelrisalit ist auf dem Dach ein kleines Häuschen mit spitzem Helm aufgesetzt. Das Gebäude ist in der Denkmalliste des Landes Rheinland-Pfalz als Einzeldenkmal eingetragen.
Benachbarte Anwesen sind unter anderem das Gebäude mit der Adresse Weinstraße 23, im Osten auf der gegenüberliegenden Seite der Deutschen Weinstraße gelegen, sowie nordöstlich, ebenfalls auf der anderen Weinstraßenseite, das Weingut Georg Siben Erben.
Das Haus gehörte einst dem Deidesheimer Bürgermeister Arnold Siben, der ab 1913 hier und in dem südlich gelegenen Gebäude mit der Adresse Weinstraße 34 ein Weingut führte. Heute befindet sich darin eine Zahnarztpraxis.